# Hugo Idrovo

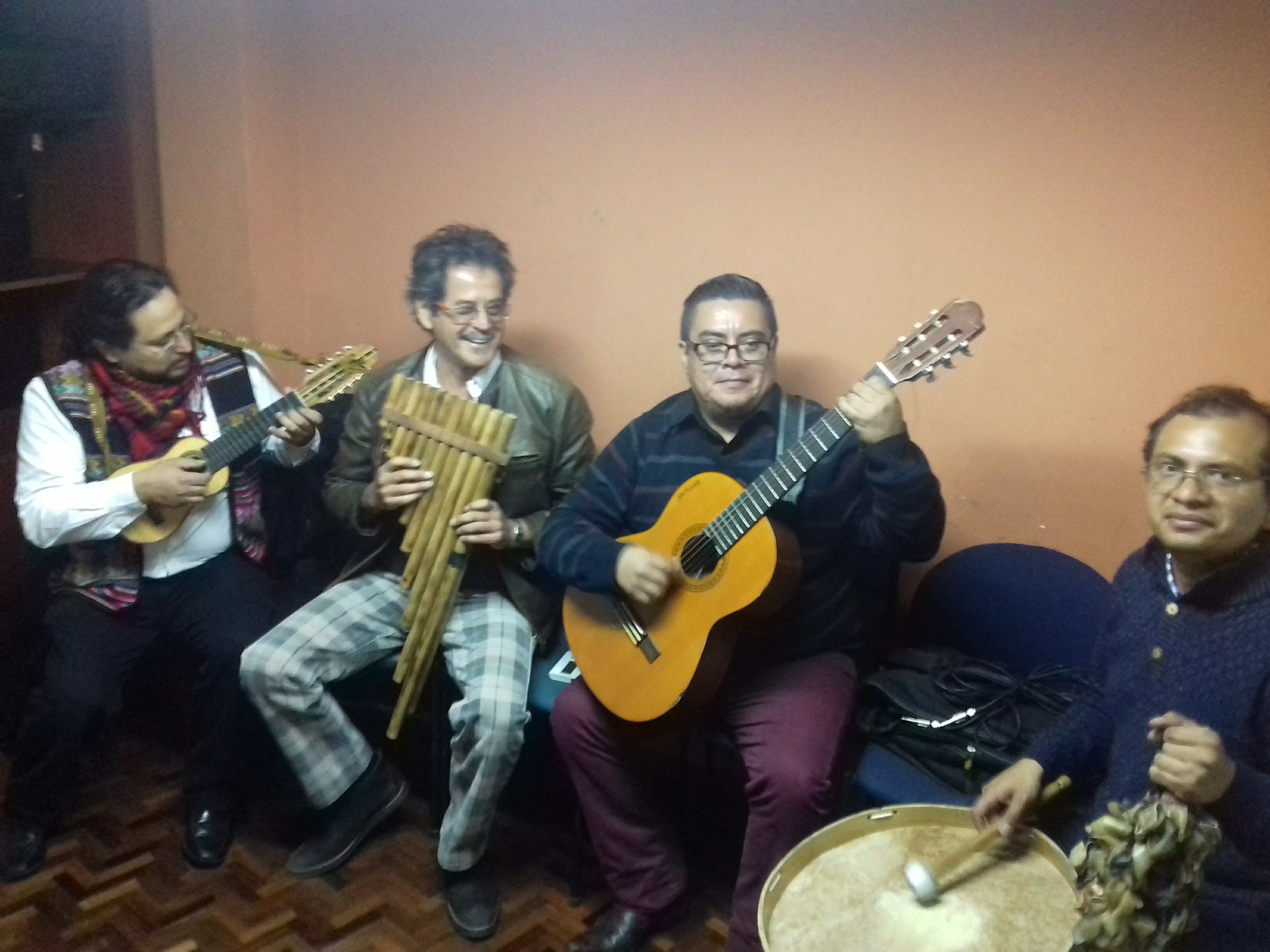
"El bigote firme, el sombrero de ala ancha, la cadena ajustada a la nuca como símbolo de una lejana raigambre, la camisa ligera de corte elegante casual"… Hugo Idrovo ha cambiado mucho y ha cambiado poco. Uno lo recuerda rebelde, pero también revela en su mirada el adulto visionario que siempre ha sido. En el temple de su voz, en el rápido ingenio de sus palabras, la sal y sazón de este hombre orquesta es también la gracia y madurez de quien ha vivido más de una vida. Foto: Teatro Politécnico junto a Vinicio López, Vladimir Cosíos, Fernando Katzuji

Hugo Idrovo (Guayaquil, 31 de agosto de 1957) es un cantante, compositor, escritor e historiador ecuatoriano. Durante los años 80 formó la agrupación de rock-blues Promesas Temporales. Es conocido por canciones como "Gringa Loca", "Venenoso Batracio", "Montañita", "Niña Mala" o "Todos los cholos"  . Su obra extensa,  "gira con su fuerza centrífuga a través de ritmos vernáculos como el albazo enlazado al blues más primigenio. Su obra junta la bomba afro del valle del Chota y las rugosidades del rock. Su obra va del pasado al presente: la chanson francaise y la romanza. Fusiona ritmos como el rock y el blues con música criolla ecuatoriana, e influye sobre las nuevas generaciones que buscaban un sonido basado en nuestras raíces y en permanente diálogo con las diversas identidades ecuatorianas. Es un referente válido de lo que se puede considerar la  nueva canción ecuatoriana. La música de Hidrovo refleja la complejidad de las culturas urbanas de Quito, Guayaquil y Cuenca, “La calle tiene su argumento, y es que en cada momento, tú debes sobrevivir” nos dice una canción Hugo Hidrovo que puede servirnos para pensar en la conflictividad de la calle, en la urgencia de los individuos por sobrevivir.
"Hugo Idrovo es reconocido como el cantautor contemporáneo más importante enEcuador, por lo menos para audiencias de clases medias y altas en las principalesciudades del país. Parte de su voluminosa obra musical ha sido publicada en La Saga y El Gozo (Idrovo 1998)". 

## Vida e inicios en la música
Hugo Idrovo nació en Guayaquil, siendo sus padres el aviador Hugo Idrovo Vicuña y Carmen María Pérez Ortiz. Desde niño, le gustaba la música, el dibujo y la aviación. En 1975 crea sus propias canciones y su abuela Carmela le regala una guitarra acústica y hereda  más de cien discos de blues, rock y salsa. Fueron momentos decisivos en su vida, a los 18 años de edad con valor y sentido descubrió que su pasión era la música y el arte.
Sus influencias musicales fueron entre otros artistas Los 5 Latinos, Elvis Presley, Jerry Lee Lewis y Ray Charles por influencia de su padre, mientras que por su madre, los pasillos y boleros de Benítez y Valencia, Cuco Sánchez, Roberto Ledesma, Bobby Capó. Considera sus ídolos a Milton Ray, Fernandino y Paul Sol.
La educación primaria la hizo en la Urdesa School. Viajó y residió un año en Brasil. Regresó a Ecuador cuando tenía ocho años y estudió en la primaria Abdón Calderón y en el Colegio Javier de Guayaquil. A partir de aquí, incursiona por el arte y las ciencias sociales. A los 15 años ingresó al Aero Club de Ecuador para empezar su preparación aérea con ayuda de su padre, pero al no superar ninguna de las pruebas visuales, no pudo ejercer como piloto. Tras esta experiencia, y con apoyo de su madre y abuela, ejercería sus primeros pasos en la actividad musical, trasladándose temporalmente a la ciudad de Quito.
De regreso en Guayaquil, fue invitado a tocar en una kermés en el colegio Panamericano. Tras eso, un amigo del Colegio Javier lo llamó para que forme parte del grupo musical del colegio, con el que participó en un festival intercolegial de música, obteniendo su primer premio junto a Juan Carlos González, que junto con Eduardo Flores conformarían una agrupación durante tres años. Tras la partida de González a Quito y de Flores a Alemania, Hugo Idrovo abandona la carrera de arquitectura que cursaba en la Universidad Católica de Guayaquil y emigra al Perú.
Los artistas independientes en el Ecuador al no tener una escuela y/o esfera social que esté asistida por el Estado, los lleva a todos, tanto a bandas y artistas individuales, a que se autofinancien de distintos medios. Una de las fallas dentro de la industria musical es la falta de apoyo cultural, recursos económicos y lugares donde los interpretes puedan presentar sus obras, lo que interrumpe el crecimiento y el desarrollo de la mayoría de los músicos. Es imprescindible conocer el contexto, para entender la lucha por mantenerse activos, en todos los gnéneros y a casi todos los artistas, y esa es una realidad que constituyó también a Idrovo.
Las letras de Idrovo son y directas cargadas de mucha ironía, de una estructura musical única que, definió su sonido como un ‘Blues Criollo’. Este estilo cautivó a bandas como Cacería de Lagartos, Desus Nova, Rockola Bacalo que definieron la escena independiente a finales de los noventa, pero su rayo de acción fue más allá, Idrovo arrastraba una trayectoria que inicia a los 15 años cuando se inclinó por el dibujo y la música, debido a un daño congénito en su ojo derecho que lo impidió ingresar al Aero Club del Ecuador. Hugo tuvo que olvidar su sueño de aviador.

## Música

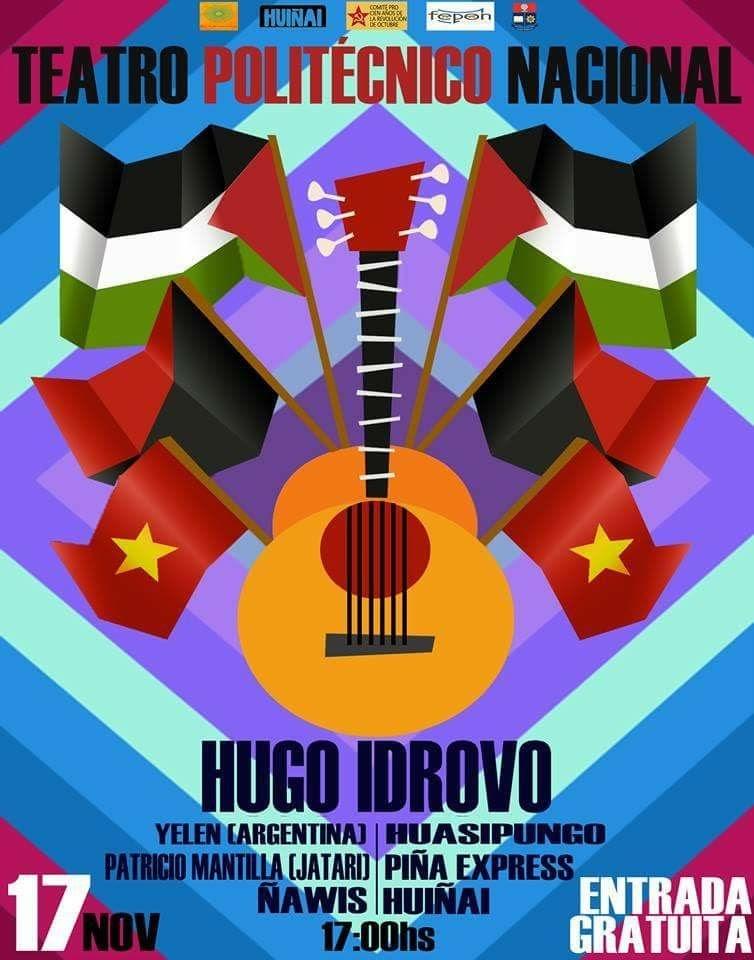
Festival musical por el Centenario de la Revolución Rusa

A inicios de los años 80, Hugo Idrovo comienza su carrera musical en su ciudad natal y en Quito, capital de Ecuador. Forma parte de un trío con su amigo Juan Carlos González y un chileno; esta experiencia no le gustó, por lo que dejó el grupo. Vivió unos años en Nueva York y regresa en 1983 para formar el grupo Promesas Temporales.

### Promesas Temporales

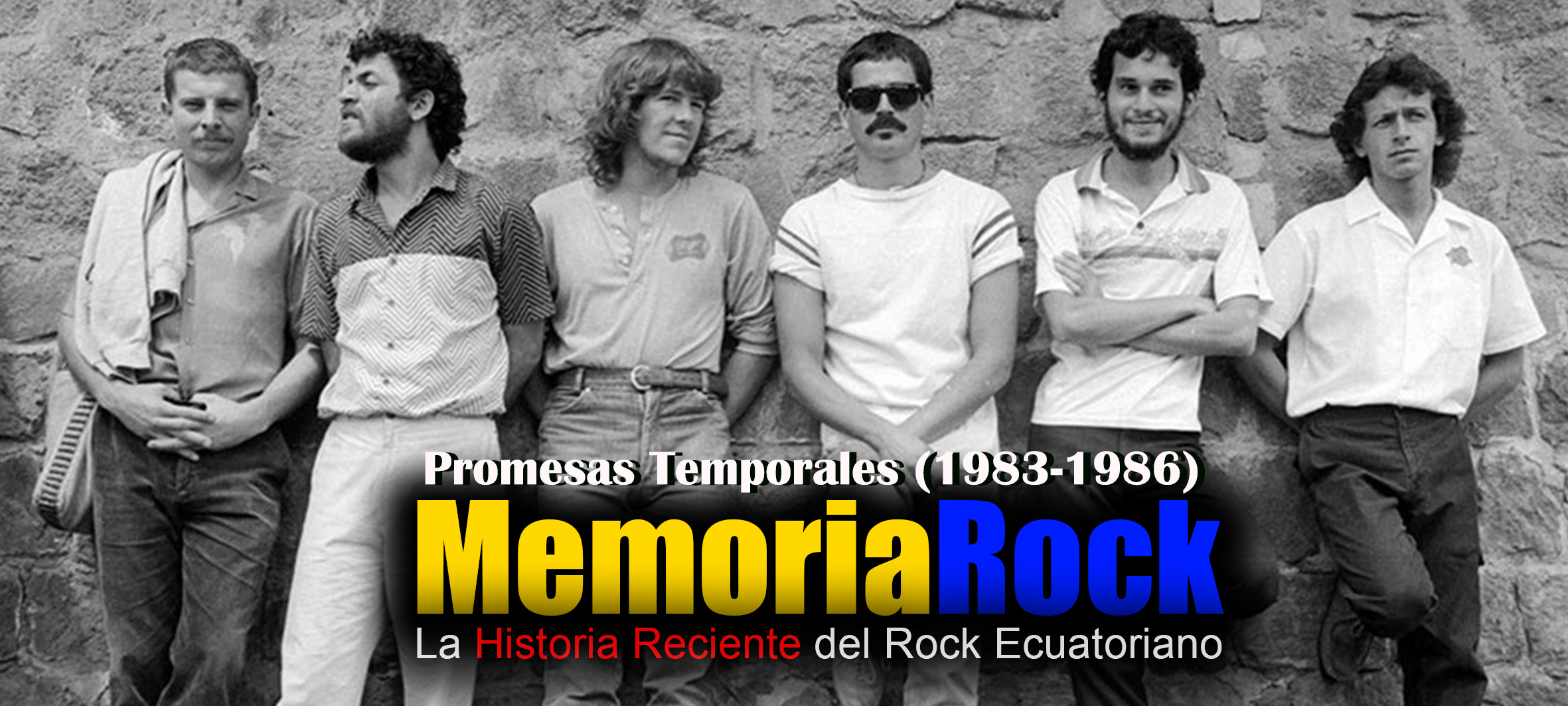
Originalmente, Promesas Temporales estuvo integrada por Hugo Idrovo, voz y guitarra acústica; Héctor Napolitano en la guitarra eléctrica, Álex Alvear en el bajo, Fernando Albornoz en la flauta traversa, Carlos Cuenca en el cello, Fernando Pinto en clarinete, Fernando Valverde a la batería, Jorge Caballito Gómez y Fabio Segura en percusión latina. Sin embargo, esta estructura no duró mucho. Su debut como Promesas Temporales, fue en Quito, en el Teatro Prometeo, los primeros días de enero de 1984. Ese Año Nuevo fue de ensayos para la formación definitiva. En la foto de izquierda a derecha: Winfried “Chelo” Schel, Héctor Napolitano (Cuy Viejo), Alex Alvear, Hugo Idrovo, Dany Cobo (Rayita) y David Gilbert (Muchín de a Lata), afuera de Octavo Arte.

Creado en 1983, el grupo estuvo integrado por Héctor Napolitano (Napo), Alex Alvear, Fernando Albornoz en la flauta traversa, Carlos Cuenca al chello, Fernando Pinto, clarinete; Fernando Valverde, batería; Jorge Gómez y Fabio Segura en percusión. En 1984, la alineación definitiva sería con Hugo Idrovo, Hector Napolitano, Alex Alvear, Dany Cobo, Winfried Schael y David Gilbert. 
La banda creaba canciones con géneros como el rock y ritmos afrocaribeños; mezclas de ritmos andinos con instrumentos nada tradicionales con largos solos de violín, viola y guitarras eléctricas. 
En marzo de 1986, lanzaron su primer disco, Promesas Temporales, separándose en diciembre del mismo por una presunta persecución política del gobierno de León Fébres–Cordero hacia uno de los integrantes de la banda.
Paralelo a esta banda, Idrovo mantuvo un proyecto de indagación en la música afroecuatoriana llamado LP Arkabuz. Sobre este trabajo discográfico Idrovo comenta que:  la música dedicada al pueblo afroecuatoriano formaba parte del último repertorio de Promesas Temporales que debía difundirse, o por lo menos grabarse; fue así como a finales de 1987 invité a Napo a sumarse a mi proyecto de grabación.

### Arcabuz
Junto a Héctor Napolitano, Hugo Idrovo creó el dueto Arcabuz en 1987. En esta ocasión, su música iría dedicada al pueblo afroecuatoriano. Su repertorio cuenta la historia de cómo llegó el pueblo afro al Ecuador. A partir de 1991, Idrovo fue invitado a crear bandas sonoras para excelentes obras de teatro ecuatorianas como “Cantata a Manuela Sáenz” o “Cruces sobre Noviembre”. En el cine contribuyó a películas como “Entre Marx y una Mujer Desnuda”, “Sueños en la Mitad del Mundo” y la aclamada “Ratas, Ratones, Rateros”.  Partiendo de esa práctica, saca su primera producción como solista. En 1993 entra al estudio de grabación por cuatro meses seguidos y en 1994 edita “Cuentos del Río Colgado” que lo ubica como uno de los mejores compositores y músicos ecuatorianos de esos tiempos, condición que va más allá del dominio técnico de un instrumento y se define sobre todo por la sensibilidad.
Otra vez en colaboración con Napolitano realizan “Antología del Encebollado” en 1998. Este disco recopila temas como «Cuando pienses en mi», «Extremaunción», «El sonero se murió», «Gringa loca», «Venenoso Batracio». El título del disco hace referencia a un plato de comida típico de la ciudad de Guayaquil.

### Carrera en solitario
En 1999 formó parte del histórico festival Pululahua, Rock desde el Volcán, compartiendo escenario junto a artistas como Jaime Guevara, Pedro Aznar, Fabiana Cantilo, Nito Mestre y otras bandas y músicos. El mismo año participa en la banda sonora de la película Ratas, Ratones y Rateros de Sebastián Cordero. En 2011 contribuye con el tema de apertura de la teleserie Parece que fue ayer de Ecuavisa, ambientada en el Ecuador de los años 70. Cuentos del Río Colgado es el disco que marcó un cisma en su carrera individual. 
Entre 1999 y 2007, sin abandonar su carrera artística, trabajó como gestor cultural independiente, procurando fomentar el desarrollo de la cultura, arqueología, educación ambiental, el arte y la difusión de la historia humana de las islas. Es miembro de la Academia Nacional de Historia (el primer miembro correspondiente para Galápagos) desde 2017. 
La obra de Idrovo, es una fuente primordial para estudiar conceptos y categorías de análisis social. Existe un libro que se basa en su obra para entender las "representaciones de género" en el arte ecuatoriano, en tanto un campo de producción cultural. En este trabajo académico se habla de la "centralidad temática del drama heterosexual, el cual reconoce en el pasillo, la única forma musical reconocida popularmente como “ecuatoriana”, aunque sus orígenes históricos se hallen en disputa". La manera en que Idrovo plantea la historia contada en canciones como "Venganza" sumadas al performance de ese texto, en el marco de algunos conciertos en Guayaquil, aunado con los cambios en la entonación y rítmicas y las reacciones suscitadas entre las audiencias, junto con comentarios sueltos escuchados durante el concierto sirvieron de base para analizar la forma de entender esas  "representaciones de género" y por ende, la forma en que se asume así mismo el habitante de las ciudades ecuatorianas.
Fue director provincial del Ministerio de Cultura en Galápagos en el 2016. época en la que saltó un escándalo por supuesto plagio, al cantautor español Joaquín Sabina, denostado por la asambleísta Lourdes Tibán.
La importancia de la obra de Hugo Idrovo radica en su sintonía con lo vernáculo, con las raíces ecuatorianas, americanas y su profundo diálogo con influencias tradicionales de los pueblos afro del mundo. Su sentir artístico que explora en los cuerpos, en la plástica, dotando de partituras musicales a grandes obras de teatro, de radio y de cinematografía.

### Discografía
- Recuerda a Lennon (1990).
- Cuentos del Río Colgado (1994).
- Roscoe Boulevard (2011).
- Fermentación Fatal (2012). [11]
- Wambázii (2015 - 2016).
- Promesas Temporales. 1986
- Arcabuz. 1988
- Recuerda A Lennon. 1990
- Cuentos Del Río Colgado. Tres Ediciones: 1994,1995 Y 2000
- Videoacústico (Varios Artistas) 1995
- Promesas Temporales / Arcabuz.1996
- Antología Del Encebollado.1998
- Trovadores De Galápagos (Varios Artistas) 2003
- Quito, Tierra De Luz (Varios Artistas) 2004
- Música Del Último Paraiso (Varios Artistas) 2005

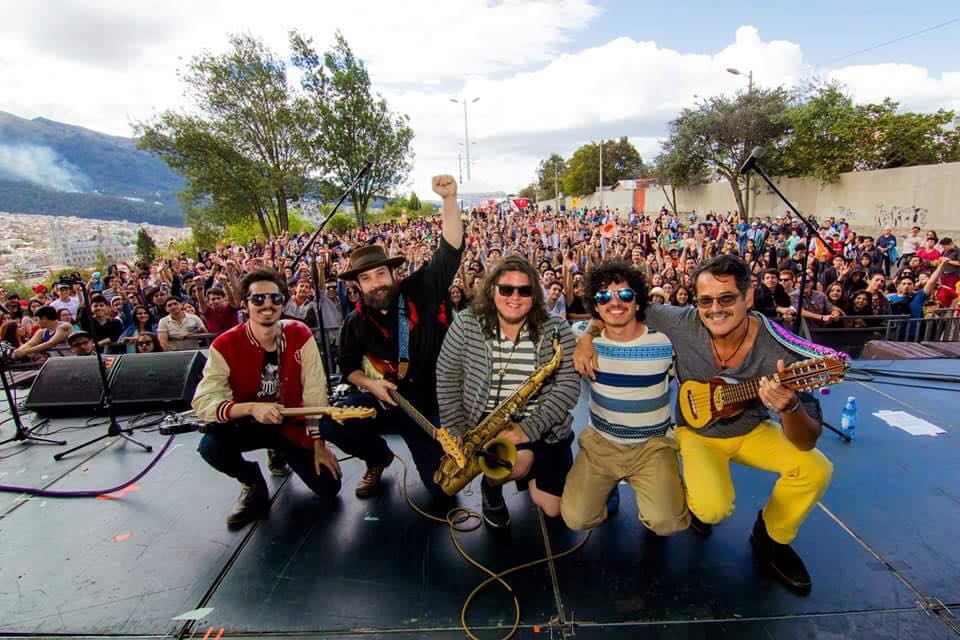
El VAQ del 2016. Parque Itchimbía. La música de Idrovo lleva consigo a Galápagos, Guápulo o Manglaralto, recuerda el engaño y el desamor, la poesía y el argot popular, convierte su palabra y su música en la fuerza necesaria que permite reconocerse en lo diverso; recordar que somos diferentes.

- Roscoe Boulevard. 2011
- 60s. 2017
- En El Camino, 2019 [12]

### Obras teatrales
- Francisco de Cariamanga, 1991.
- Jardín de Pulpos, 1993.
- Orquídeas a la Luz de la Luna, 1993.
- Mujeres del Rojoscuro, 1995.

### Largometrajes y teleseries
- Parece que fue ayer, 2013.
- Entre Marx y una Mujer Desnuda. Camilo Luzuriaga, 1996.
- Sueños en la Mitad del Mundo. Carlos Naranjo, 1999.
- Ratas, Ratones, Rateros. Sebastián Cordero, 2001.
- The Rock, Galápagos en la II Guerra Mundial. Nicolás Cornejo y Hugo Idrovo, 2003.
- Crónicas. Sebastián Cordero, 2004. [14]
- Ecuador vs. Resto del Mundo. Pablo Mogrovejo, 2005.

### En las cantatas y radioteatros:
- Eugenio Espejo, Prisionero de la Libertad. Luis Dávila y Hugo Idrovo, 1991.
- Cantata a Manuela Sáenz. Loly García y Hugo Idrovo, 1996.
- Cruces sobre Noviembre. Loly García, 2010.[12]

### En los videos musicales y de ficción:
- Un Hijo del Mar. Hugo Idrovo y Kino Producciones, 1988.
- Secreciones. Hugo Idrovo y Marcelo Ferder, 1989.
- El Hombre de la Mirada Oblicua. Santiago Carcelén, 1992.[12]

## Literatura y Arte

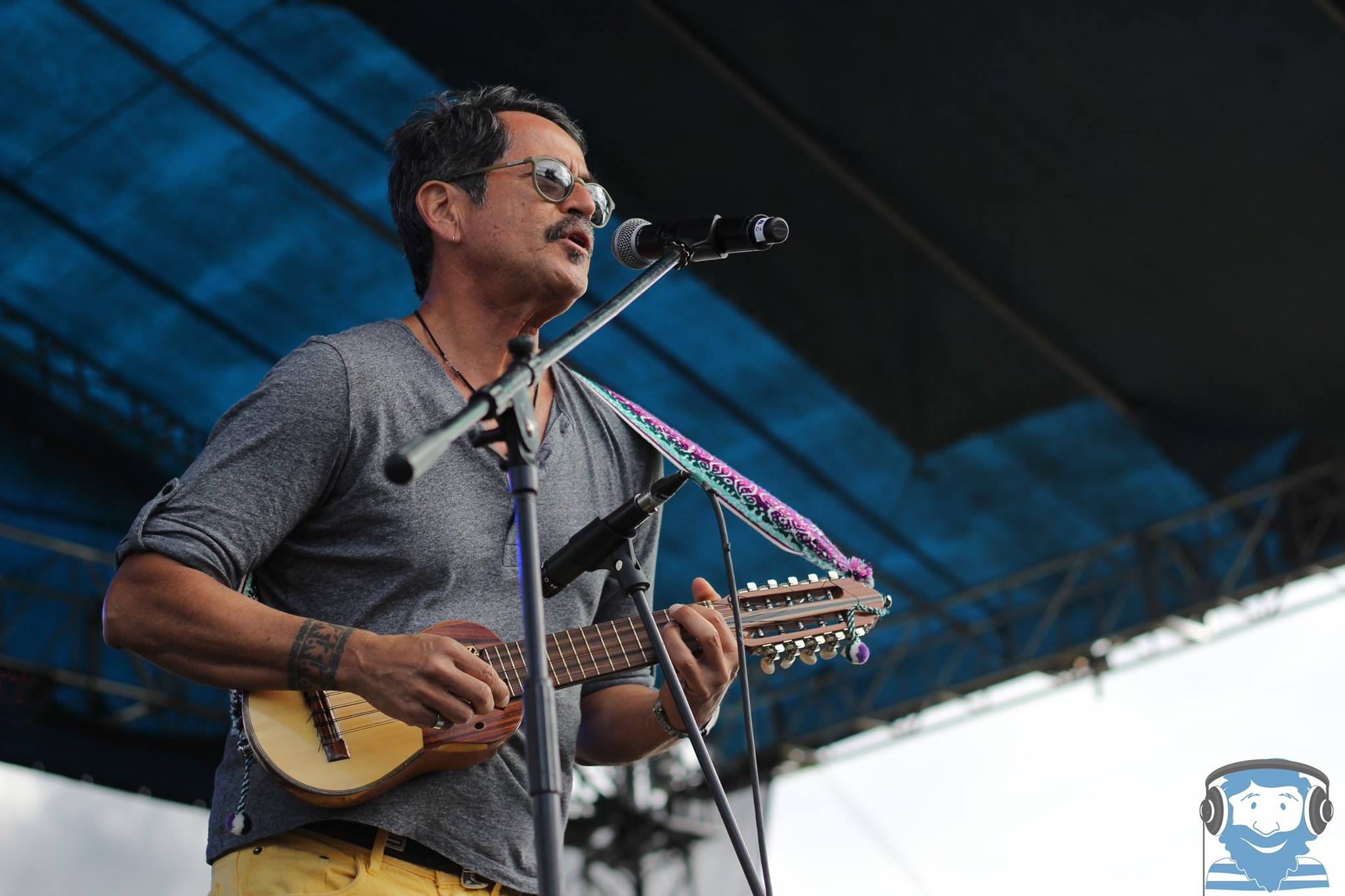
"Hidrovo, un encebollado ganador" “Desde que empecé, a mis 19 años, como ganador del festival intercolegial del Cristóbal Colón, asumo el oficio como un acto de compromiso y goce estético”, afirma el cantautor Hugo Idrovo music.

Escribió y publicó libros tales como:
- Sirenita Lollypot (2019)
- Baltra-Base Beta: Galápagos y la Segunda Guerra Mundial.[16] La Palabra Editores, 2008 - 331 p. ISBN 9942020977, ISBN 9789942020970 También en una página web del Compositor Idrovo [17]
- Galápagos: huellas en el paraíso. Libri Mundi, 2005 - 258 p. ISBN 9978570438, ISBN 9789978570432
- Galapagos: Footsteps in Paradise. Libri Mundi, 2005 - 258 p. ISBN 9978570446, ISBN 9789978570449
- La Saga y El Gozo. Planeta, 1998 - 120 p. ISBN 9978406964, ISBN 9789978406960
- Fuerza Aérea Ecuatoriana, Historia Ilustrada 1910-1999. (1999)

Como artista plástico ha creado una variedad de obras plumillas, óleos, ilustraciones, cómics; todos con temáticas sociales. Han sido mostradas en el barrio Las Peñas y en la Universidad Católica de Guayaquil. Además de murales en la ciudad de Quito, principalmente; en el parque La Carolina, El Ejido, etc. El 4 de abril de 2016, el Gobierno Nacional a través de un acuerdo ministerial suscrito por Ana Rodríguez, ministra de Cultura y Patrimonio, reconoció a Hugo Idrovo con el Merito Cultural por sus cuarenta años de trayectoria artística, y  a la vez, por ser un referente nacional e internacional de la cultura contemporánea.

## Activista
Idrovo siempre destacó su conciencia social ligada a su producción artística, con letras que reflejaban la diversidad, las identidades y los sufrimientos de sujetos marcados por la soledad, el desempleo y el desamor, lo que dibujaba una ruta directa con nuestra idiosincrasia que incluía matices y contradicciones, y el sinsabor de ser ecuatoriano. Activista Cultural Galápagos del Ministerio de Cultura y Patrimonio del Ecuador (2007-2009); Presidente del San Cristóbal Surf Club(2012-2013); Director Provincial Galápagos del Ministerio de Cultura y Patrimonio del Ecuador (2009-2017). Este es un aspecto fundamental de la vida de Hugo Idrovo. 
- Promotor Cultural del Programa Araucaria Galápagos de la Agencia Española de Cooperación Internacional (2000-2004);
- Director del programa San Cristóbal, Capital Cultural de Galápagos(2000-2004);
- Presidente de la Fundación Histórico-Cultural El Progreso (2001-2003);
- Coordinador General para la prospección arqueológica del Sitio Histórico El Progreso, San Cristóbal, y su declaratoria como Bien Patrimonial Perteneciente a la Nación (2002-2003);
- Presidente del Club de Fútbol Guayaquil Independiente (2002-2003)
- Tutor de Historia Geopolítica de Galápagos. Colegio Alejandro Humboldt, Puerto Baquerizo Moreno, San Cristóbal (2003);
- Coproductor y consultor histórico del largometraje documental The Rock, Galápagos en la II Guerra Mundial (2003);
- Columnista del diario El Colono, con el tema Galápagos en la Historia (2001-2004);
- Conferencista sobre historia insular, con los temas: Manuel J. Cobos, Pionero de la Colonización de Galápagos, San Cristóbal y su Tiempo y Galápagos en la II Guerra Mundial (2003-2006);
- Activista Cultural Galápagos del Ministerio de Cultura y Patrimonio del Ecuador (2007-2009);
- Presidente del San Cristóbal Surf Club(2012-2013);
- Su compromiso con lo social lo lleva, igual que a Jaime Guevara, a simpatizar con causas como la plataforma Justicia Para Valentina Cosíos. (2017-2025)
- Director Provincial Galápagos del Ministerio de Cultura y Patrimonio del Ecuador (2009-2017).
- Militante de la Revolución Ciudadana, desde la primera presidencia de Rafael Correa, expresa públicamente su lineamiento político:[18][19]

## Festivales
Para el año 2000 la sociedad ecuatoriana disfrutaba de muy pocos talentos nacionales tales como la agrupación Tranzas, Tercer Mundo, Right o Hugo Hidrovo. De ahí la necesidad de re-crear los espacios de espontaneidad musical.
Festival Pululahua, Rock desde el Volcán.  se realizó en febrero de 1999, 386 músicos de varias latitudes, un equipo de producción de más de 600 personas, un regimiento de la Policía Nacional, un escuadrón del Ejército ecuatoriano, la Cruz Roja, la Defensa Civil, las Brigadas Verdes, el 911, y mezclas musicales: Hippies, punks y yuppies. 
Festival Centenario de la Revolución Rusa y la conmemoración de los Cincuenta años de la caída del Che en Bolivia organizado por el Comité Pro Cien Años de la Revolución de Octubre.
Quinta edición de Universos Sonoros, organizado por la Universidad de las Artes y su Escuela de Artes Sonoras, en la que el ecuatoriano Hugo Idrovo decidió compartir con la audiencia un trabajo que ansiaba versionar: temas de otros autores que han sido fundamentales en su formación, al cierre de la jornada inaugural, el también historiador compartió canciones de Bobby Capó, Benito de Jesús, Danny Daniel, Héctor Ulloa, los temas interpretados por Julio Jaramillo y de otros autores latinoamericanos.